# Maksim Belyaev
Maksim Aleksandrovich Belyaev (Ozyory, Rusia, 30 de septiembre de 1991) es un futbolista ruso. Juega de defensa y su equipo es el F. C. Leningradets de la Liga de Fútbol Profesional de Rusia.

## Selección nacional
Debutó con la selección absoluta de Rusia el 19 de noviembre de 2019 en el partido de clasificación para la Eurocopa 2020 contra San Marino que ganaron los rusos por 0 a 5.

## Clubes
| Club                              | País  | Año       |
| --------------------------------- | ----- | --------- |
| F. C. Lokomotiv-2 Moscú           | Rusia | 2008-2011 |
| F. C. Dynamo Bryansk (préstamo)   | Rusia | 2011      |
| F. C. Torpedo Vladimir (préstamo) | Rusia | 2011      |
| F. C. Lokomotiv Moscú             | Rusia | 2012-2015 |
| F. C. Rostov (préstamo)           | Rusia | 2013      |
| F. C. Shinnik Yaroslavl           | Rusia | 2015-2016 |
| P. F. C. Arsenal Tula             | Rusia | 2016-2023 |
| F. C. Leningradets                | Rusia | 2023-     |